# Setigeroclavula
Setigeroclavula is een geslacht van schimmels behorend tot de familie Clavariaceae. Het geslacht bevat slechts een soort, namelijk Setigeroclavula ascendens.